# عظیم وهاب‌زاده
عظیم وهاب‌زاده (۱۳۰۹–۱۳۶۵) روانپزشک اهل ایران بود.

## پیشینه
عظیم وهاب‌زاده در سال ۱۳۰۹دراردبیل زاده شد. او پس از اخذ دیپلم درزادگاهش اردبیل در سال ۱۳۳۰ دردانشکده پزشکی دانشگاه تهران مشغول تحصیل گردید. او دارای دکتری پزشکی عمومی ازدانشگاه تهران بود.
او طی سال‌های کارمداوم دربیمارستان ونک تهران دربخش‌های روانپزشکی واعتیاد به مداوای بیماران روانی پرداخت. بطورهمزمان دردانشگاه آزادبه ویراستاری کتاب‌های پزشکی پرداخت. ونیز به تحقیق وتدریس درانستیتو روان‌پزشکی تهران وویراستاری کتاب‌های پزشکی درمرکز نشر دانشگاهی پرداخت.

## فعالیت‌های آموزشی
وهّاب‌زاده ابتدا در بیمارستان ازگل و سپس در بیمارستان روزبه به آموختن علم روان پزشکی پرداخت و سال‌ها در بیمارستان ونک در بخش‌های روان پزشکی و اعتیاد به درمان بیماران مشغول بود. او عمدتاً از سال ۱۳۴۲ بدینسو به کار علمی و تدریس و تحقیق در انستیتو روان پزشکی تهران پرداخت و هم‌زمان در مرکز نشر دانشگاهی به ویراستاری کتب پزشکی اهتمام ورزید که ویراستاری ترجمه کتاب مختصر روان‌پزشکی که با تلاش گروهی از مترجمین فراهم گردید، یکی از یادگارهای شایان تحسین اوست. ترجمه این کتاب در دوره چهارم انتخاب کتاب سال جمهوری اسلامی ایران از طرف وزارت فرهنگ و ارشاد اسلامی، به عنوان کتاب سال برگزیده شد.

## درگذشت
عظیم وهاب‌زاده درتاریخ ۲۳ مرداد ۱۳۶۵ بر اثر ابتلا به بیماری سرطان درگذشت.